# Erdbeben bei Sirdsch 1981
Das Erdbeben bei Sirdsch  war ein Erdbebenereignis am 28. Juli 1981 um 20:52 Uhr Ortszeit in Iran. Er hatte eine Magnitude von 7,1 MS und verursachte schwere Schäden in der Region.

## Tektonik
Am Westrand der Wüste Lut verläuft eine ausgedehnte Störungszone. Ein mehr als 100 Kilometer langer, nord-südlich bis nordnordwest-südsüdöstlich verlaufender Teil dieser Störungszone ist die Gowk-Störungszone, entlang der mehrere historische Erdbeben bekannt sind. Am 11. Juni 1981 ereignete sich das Erdbeben bei Golbaf mit einer Magnitude von 6,7 MS. Am Abend des 28. Juli 1981 erschütterte das Erdbeben bei Sirdsch den Boden mit der Magnitude 7,1 MS. Es war das stärkste Erdbeben an der Gowk-Störungszone seit 1877 und eines der stärksten instrumentell aufgezeichneten Beben in der Provinz Kerman. Sein Epizentrum lag an einem weiter nördlich gelegenen Abschnitt der Gowk-Störungszone, der offenbar keine durchgehende Verbindung zu dem beim Beben im Juni betroffenen Abschnitt aufweist. Das Hypozentrum des Bebens lag in 33 Kilometern Tiefe. Es entwickelte eine Intensität bis Stufe IX auf der Modifizierten Mercalliskala.
Der Herdvorgang war sehr komplex und hatte Anteile einer Aufschiebung und einer dextralen Horizontalverschiebung. Es kam über eine Strecke von insgesamt 65 Kilometern zu einem Versatz an der Oberfläche in mehreren unzusammenhängenden Abschnitten. Der horizontale Versatz erreichte bis zu 43 Zentimeter, der vertikale Versatz bis zu 40 Zentimeter. Am von Beben im Juni betroffenen Abschnitt der Störungszone wurde ein zusätzlicher vertikaler Versatz von ein bis zwei Zentimetern beobachtet, wobei ungeklärt blieb, ob dies eine Auswirkung des Bebens vom 28. Juli 1981 war, oder eine schleichende Bewegung im Nachklang des ersten Bebens. Bewohner aus der Region berichteten, dass das Erdbeben mit leichten Erschütterungen begann und mit einem lauten Geräusch verbunden war, wodurch sie Gelegenheit hatten, vor den stärksten Erschütterungen aus ihren Häuser zu flüchten. Durch Rekonstruktionen dieses Verhaltens schätzten Seismologen die Zeit zwischen dem Beginn des Bebens und den stärkeren Erschütterungen auf unter sechs Sekunden. Seismogramme bestätigten eine langsame Intensivierung des Bebens. Daher und aufgrund weiterer Messdaten wird vermutet, dass das Beben eigentlich aus vier Herdvorgängen entlang der Störungszone bestand, die im Abstand von wenigen Sekunden zueinander ausgelöst wurden.
In der Nacht vor dem Hauptbeben kam es zu einem Vorbeben, das viele Menschen aus dem Schlaf riss, das aber nicht seismologisch erfasst wurde. Nach dem Hauptbeben ereigneten sich über ein halbes Jahr lang mehreren Nachbeben mit Magnituden bis 5,1.

## Opfer und Schäden
Zu den Opferzahlen gibt es abweichende Angaben. Eine Studie von 1984 gibt offizielle Schätzungen von 846 bis 1300 Todesopfern an, der Erdbebenkatalog der National Centers for Environmental Information der NOAA gibt 3000 Todesopfer an, 2000 davon in allein der Stadt Sirdsch. Zehntausende Menschen wurden obdachlos.
Bei dem Erdbeben wurden 25 Dörfer völlig zerstört und einige weitere schwer beschädigt. Die beim Erdbeben am 11. Juni 1981 bereits schwer getroffene Stadt Golbaf wurde nun gänzlich zerstört. Da seine Bewohner mittlerweile in Zelten wohnten, war die Opferzahl in der Stadt bei diesem Beben gering. Die meisten Gebäude in der Region waren einstöckige Lehmgebäude, sie wurden bei dem Beben großteils zerstört. Die größten Schäden wurden entlang der Störungszone beobachtet. Eine isolierte Region von erheblichen Schäden stellte die Stadt Kerman dar, wo mehrere Lehmgebäude einstürzten und einige Moscheen und ein Basar beschädigt wurden. Schwer beschädigt wurde auch das Mausoleum des Schahs Nematollah Vali in Mahan.
Durch Erdrutsche und Felsstürze wurden Dörfer und Straßen an Berghängen in Mitleidenschaft gezogen. Mehrere Qanate stürzten ein und es wurde von Änderungen im Volumenstrom von Quellen und Qanaten berichtet.